# دوايت أيزنهاور
دوايت ديفيد أيزنهاور (بالإنجليزية: Dwight David Eisenhower)(ويلقب «آيك» Ike) (ولد 14 أكتوبر 1890 – توفي 28 مارس 1969)، هو سياسي وجنرال أمريكي شغل منصب الرئيس الرابع والثلاثين للولايات المتحدة من عام 1953 حتى 1961. كان قائداً عاماً في جيش الولايات المتحدة خلال الحرب العالمية الثانية، وقائداً أعلى لقوات الحلفاء في أوروبا. وكان أيضاً مسؤولاً عن التخطيط والإشراف على غزو شمال أفريقيا في عملية الشعلة في عام 1942-43 و غزو الحلفاء الناجح لفرنسا وألمانيا في الجبهة الغربية عامي 1944-45. في عام 1951، أصبح أول قائد أعلى لحلف الناتو.
يعود أصل آيزنهاور لهولنديي بنسلفانيا. تربى في عائلة كبيرة في ولاية كانساس على يد أبويه المتدينين. تخرج من ويست بوينت في عام 1915 وتزوج فيما بعد مامي داود وأنجب منها ولدان. بعد الحرب العالمية الثانية، شغل آيزنهاور منصب رئيس أركان الجيش تحت قيادة هاري ترومان ثم قبل منصب الرئيس في جامعة كولومبيا.
دخل آيزنهاور سباق الرئاسة عام 1952 عن الحزب الجمهوري لمواجهة سياسة عدم التدخل التي نادى بها السناتور روبرت تافت، كما نادى بحملة ضد «الشيوعية وكوريا والفساد». حقق نصراً ساحقاً على المرشح الديمقراطي أدلاي ستيفنسون، وانسحب مؤقتا من ائتلاف الصفقة الجديدة ويعتبر أول رئيس أمريكي خضع للتعديل الدستوري الثاني والعشرين الذي حدد حكم الرئيس بفترتين فقط. انتصر آيزنهاور على ستيفنسون مجددا في انتخابات 1956.
كانت أهداف آيزنهاور الرئيسية في منصبه هي الاستمرار بالضغط على الاتحاد السوفيتي وتقليل العجز الفيدرالي. وفي السنة الأولى من رئاسته، هدد باستخدام الأسلحة النووية في محاولة لإنهاء الحرب الكورية؛ أما سياسته «النظرة الجديدة» الخاصة بالردع النووي فقد أعطت الأولوية للأسلحة النووية غير المكلفة مع خفض التمويل للقوات العسكرية التقليدية. أمر بالانقلابات في إيران (1953) وغواتيمالا (1954). قدّم آيزنهاور مساعدات كبيرة للفرنسيين في حرب الهند الصينية الأولى، وبعد هزيمة الفرنسيين قدم الدعم المالي القوي لدولة فيتنام الجنوبية الجديدة. ووافق الكونغرس على طلبه بتنفيذ قرار فورموزا عام 1955 والذي قدمت الولايات المتحدة بموجبه الدعم العسكري لدولة تايوان ومواصلة عزل جمهورية الصين الشعبية.
بعد أن أطلق الاتحاد السوفيتي قمر سبوتنيك 1 في عام 1957، أذن آيزنهاور بإنشاء مؤسسة ناسا، فبدأ هذا سباق الفضاء. خلال أزمة السويس عام 1956، أدان آيزنهاور الغزو الإسرائيلي والبريطاني والفرنسي لمصر، وأجبرهم على الانسحاب. كما أدان الغزو السوفيتي خلال الثورة المجرية عام 1956 لكنه لم يتخذ أي إجراء بشأنه. كما أرسل آيزنهاور 15 ألف جندي أمريكي إلى لبنان لمنع الحكومة الموالية للغرب من الوقوع في يد الثوار الناصريين خلال أزمة لبنان عام 1958. وفي نهاية فترة ولايته، فشلت جهوده لإقامة اجتماع قمة مع السوفييت بسبب حادثة يو-2. وفي خطابه الوداعي الذي وجهه إلى الأمة في 17 يناير 1961، عبّر آيزنهاور عن مخاوفه من الإنفاق العسكري الضخم، ولا سيما العجز في الإنفاق والعقود الحكومية على الشركات العسكرية الخاصة، وصاغ مصطلح «المجمع العسكري الصناعي».
على الجبهة الداخلية، كان يعارض جوزيف مكارثي سراً، وساهم في نهاية المكارثية باستغلال امتيازاته التنفيذية. لكنه ترك معظم النشاط السياسي لنائبه، ريتشارد نيكسون. وكان آيزنهاور محافظاً معتدلا واصل سياسة الصفقة الجديدة وتوسيع الضمان الاجتماعي. وأطلق أيضا نظام الطرق السريعة بين الولايات، ووكالة مشاريع البحوث المتقدمة للدفاع، وإنشاء تعليم قوي للعلوم عن طريق قانون التعليم الوطني للدفاع، وشجع على الاستخدام السلمي للطاقة النووية عن طريق إدخال تعديلات على قانون الطاقة الذرية.
شهدت فترتا رئاسة آيزنهاور ازدهارا اقتصادياً كبيراً باستثناء انحسار طفيف في عام 1958. وصوّت له إحصاء غالوب بأنه أكثر رجل إثارة للإعجاب في اثني عشر استبيانا، وحقق شعبية واسعة على حدٍّ سواء داخل أو خارج المكتب. ومنذ أواخر القرن العشرين، اعتبر آيزنهاور أحد أعظم رؤساء الولايات المتحدة بإجماع العلماء الغربيين.
انضمت ولايتان جديدتان إلى الولايات المتحدة في عهده، هما ألاسكا، و هاواي. توفي آيزنهاور عام 1969 في واشنطن العاصمة.

## الحرب العالمية الأولى
بعد تخرجه في عام 1915، طلب الملازم الثاني آيزنهاور أن يُعيّن في الفليبين، وقوبل طلبه بالرفض. خدم بدايةً في اللوجستيات، ثم انضم إلى المشاة في معسكرات مختلفة من تكساس وجورجيا حتى عام 1918. في عام 1916، أثناء تمركزه في فورست سام هيوستن، أصبح آيزنهاور مدرب كلية سانت لويس لكرة القدم، التي أصبحت الآن جامعة سانت ماري. كان آيزنهاور عضوًا فخريًا في أخوية سيجما بيتا تشي في جامعة سانت ماري. في أواخر عام 1917، إذ كان مسؤولًا عن التدريب في إف تي. أوغليثورب في جورجيا، أنجبت زوجته مامي ابنهما الأول.
عندما دخلت الولايات المتحدة الأمريكية في الحرب العالمية الأولى، طلب على الفور أن يُرسل في مهمة إلى الخارج، لكن طلبه قوبل بالرفض مرة أخرى، وكُلف في إف تي. ليفينوورث في كانساس. في فبراير 1918، نُقل إلى معسكر ميد في ولاية ميرلاند مع المهندسين الخمسة والستين. أُرسلت وحدته لاحقًا إلى فرنسا، لكنه تلقى أوامره من فيلق القوات المدرعة الجديد، إذ حصل على ترقية إلى رتبة ملازم أول في الجيش الوطني. قاد وحدةً لتدريب طاقم الدبابات في معسكر كولت –قيادته الأولى- في موقع «بيكيت تشارج» في جيتيسبيرغ، الذي وقعت فيه حرب بنسلفانيا الأهلية. رغم أن آيزنهاور وطاقمه المدرع لم يشهدوا أي قتال قط، لكنه أظهر مهارات تنظيميةً رائعةً، بالإضافة إلى قدرته على تقييم نقاط القوى لدى الضباط المبتدئين بدقة، وتعيين الموظفين في الأماكن الأنسب لهم.
مرةً أخرى، اشتعل فيه الحماس عندما تلقت الوحدة تحت قيادته مهمات إلى الخارج في فرنسا. أُحبطت أمانيه هذه المرة عندما وُقعت الهدنة قبل أسبوع من تاريخ رحيله. تركه غيابه الكامل عن جبهة الحرب مكتئبًا وخائبًا لفترة من الوقت، على الرغم من حصوله على وسام الخدمة الممتازة عن عمله في موطنه. في الحرب العالمية الثانية، سعى خصومه الذين خدموا على الجبهة في الحرب العظمى الأولى (بقيادة الجنرال برنارد مونتغمري) إلى تشويه سمعة آيزنهاور بسبب افتقاره السابق للواجب القتالي، على الرغم من تجربته على الأراضي الأمريكية، إذ أنشأ معسكرًا مجهزًا بالكامل، وضم آلاف الجنود وطوّر جدول تدريب قتالي كامل.

### تحت قيادة الجنرالات
بعد الحرب، عاد آيزنهاور إلى رتبته السابقة كنقيب، وحصل بعد عدة أيام على ترقية برتبة رائد، وهي رتبة شغلها لمدة 16 سنة. كُلف الرائد في عام 1919 بقيادة قافلة جيش عابرة للقارات من أجل اختبار المركبات وتوضيح الحاجة إلى طرق محسنة في البلاد. في الحقيقة، بلغ متوسط سرعة القافلة 5 أميال في الساعة فقط من واشنطن العاصمة إلى سان فرانسيسكو؛ أصبحت التحسينات في الطرق السريعة لاحقًا مسألة توقيع من آيزنهاور كرئيس.
باشر مهامه مرةً أخرى في معسكر مين التابع لولاية ميرلاند، وقاد كتيبة من الدبابات، وبقي هناك حتى عام 1922. استمر تدريبه، وركز فيه على طبيعة الحرب التالية ودور الدبابة فيها. عُززت خبرته الجديدة في الحرب المدرعة بالدبابات عبر التعاون الوثيق مع جورج إس باتون، وسيرينو ي. بريت وغيرهم من قادة الدبابات الكبار. أُحبطت أفكارهم القيادية، حول حرب مدرعة بالدبابات الهجومية الموجهة بسرعة، بقوة من قبل الرؤساء، الذين اعتبروا النهج الجديد متطرفًا للغاية، وفضلوا الاستمرار في استخدام الدبابات بشكل صارم كعنصر داعم للمشاة. تعرض آيزنهاور إلى التهديد حتى من قبل المحكمة العرفية لاستمراره في نشر هذه الوسائل المقترحة لاستخدام الدبابات، لكنه رضخ في النهاية.
من عام 1920، خدم آيزنهاور تحت قيادة سلسلة من الجنرالات الموهوبين –فوكس كونر، وجون ج. بيرشينغ، ودوغلاس ماكارثر وجون مارشل. أصبح في البداية ضابطًأ تنفيذيًا لدى الجنرال كونر في منطقة قناة بنما، حيث انضمت إليه مامي، وخدم هناك حتى عام 1924. تحت وصاية كونر، درس النظرية العسكرية وتاريخها (بما في ذلك كتاب عن الحرب لكارل فون كلاوزفيتز)، ذكر لاحقًا تأثير كونر الهائل على تفكيره العسكري، إذ صرح في عام 1962، «كان فوكس كونر أقدر رجل قد عرفته قط». كان تعليق كونر على آيزنهاور، «هو واحد من أكثر الضباط الذين قابلتهم كفاءةً وقدرةً وولاءً على الإطلاق.» بناءً على توصية كونر، بين عامي 1925 و 1926، التحق بكلية القيادة والأركان العامة في فورت ليفنوورث، كانساس، حيث تخرج بترتيب الأول على فصل مؤلف من 245 ضابط آخر. شغل بعد هذا منصب قائد كتيبة في فورت بينينغ، جورجيا، حتى عام 1927.

## الحرب العالمية الثانية
بعد الغارة الجوية اليابانية على ميناء بيرل هاربور، تم تعيين آيزنهاور في هيئة الأركان العامة في العاصمة الأمريكية واشنطن، حيث خدم في الهيئة إلى غاية يونيو 1942، وكان حينها المسؤول عن إنشاء الخطط الحربية الكبرى لهزيمة اليابان وألمانيا. ثم عُيّن نائباً لرئيس دفاعات المحيط الهادئ ومسوؤلًا في قسم قيادة خطط الحرب تحت قيادة الجنرال ليونارد تي. جرو، ثم أصبح بعدها رئيس قيادة خطط الحرب خلّفا للجنرال ليونارد تي. جرو. بعد ذلك تم تعيينه مساعدًا لرئيس الأركان ومسؤولا عن قسم العمليات الجديدة - الذي حلَّ محل قيادة خطط الحرب - تحت قيادة رئيس هيئة الأركان العامة جورج سي مارشال، الذي كشف موهبة أيزنهاور وتم ترقيته بناءً على ذلك.
في نهاية مايو 1942، رافق آيزنهاور الفريق هنري إتش أرنولد، القائد العام لقوات الجيش الجوية، إلى لندن لتقييم اللواء جيمس إي. تشاني قائد مسرح العمليات في إنجلترا. وعاد آيزنهاور إلى واشنطن في 3 يونيو في نفس العام، حاملًا نظرة سلبية تجاه اللواء جيمس إي، تشاني ومساعديه. في 23 يونيو 1942، عاد إلى لندن كقائد عام لمسرح العمليات الأوروبي في الجيش الأمريكي، التي يقع مقرها في العاصمة البريطانية لندن. في 7 يوليو تمت ترقيته إلى رتبة فريق.

### أقواله
- «أن كل بندقية تصنع وكل سفينة حربية تدشن، وكل صاروخ يطلق هو في الحسابات الأخيرة عملية سرقة للقمة العيش من فم الجياع ومن أجساد الذين يرتجفون من شدة البرد ويحتاجون إلى الكساء».
- ينسب إليه "طريقة ايزنهاور لادارة المهام". من خلال تقسيم المهام إلى (هام وعاجل، هام وغير عاجل، غير هام وعاجل، غير هام وغير عاجل) ومن ثم التحرك بالتركيز على الأمور الأكثر أهمية وإلحاحاً. " [33]
- إن كانت المشكلة غير قابلة للحل فضَخِّمهَا
- السلام والعدل وجهان لعملة واحدة
- العالم يتغير، والأفكار التي كانت في وقت ما جيّدة ليست دوما جيدة.
- الإيديولوجيون يعتقدون أن الإنسانية أفضل من الإنسان.
- المثقف شخص يستخدم كلمات أكثر من اللازم لقول أكثر مما يعرف.
- الشعب الذي يضع امتيازاته فوق مبادئه سرعان ما يفقد كليهما.
- التحفيز فن جعل الناس يفعلون ما تريد لأنهم يودون فعله
- لا يمكن للدولارات والبنادق استبدال العقل وقوة الإرادة.
- لم يسبق للتشاؤم أن فاز بأية معركة.
- تذكر أن بإمكاننا معرفة المستبد بأفعاله لا بأقواله.
- من يرغب في أن يكون رئيسا هو إما مصاب بجنون العظمة أو مخبول.
- الأمور الأكثر أهمية نادراً ما تكون عاجلة، والأمور العاجلة نادراً ما تكون أكثر أهمية.

## روابط خارجية
- دوايت أيزنهاور على موقع IMDb (الإنجليزية)
- دوايت أيزنهاور على موقع الموسوعة البريطانية (الإنجليزية)
- دوايت أيزنهاور على موقع روتن توميتوز (الإنجليزية)
- دوايت أيزنهاور على موقع مونزينجر (الألمانية)
- دوايت أيزنهاور على موقع ألو سيني (الفرنسية)
- دوايت أيزنهاور على موقع ميوزك برينز (الإنجليزية)
- دوايت أيزنهاور على موقع أول موفي (الإنجليزية)
- دوايت أيزنهاور على موقع قاعدة بيانات الأفلام السويدية (السويدية)
- دوايت أيزنهاور على موقع إن إن دي بي (الإنجليزية)
- دوايت أيزنهاور على موقع ديسكوغز (الإنجليزية)